# Operation Ke
Tulagi und Gavutu-Tanambogo – Savo Island – Tenaru – Ost-Salomonen – Bloody Ridge – Operationen am Fluss Matanikau – Cape Esperance – Henderson Field – Santa-Cruz-Inseln – Matanikau-Offensive – Koli Point – Carlsons Patrouille – Guadalcanal – Tassafaronga – Mount Austen – Rennell Island – Operation Ke – Operation Cleanslate
Die Operation Ke war die Evakuierung der Überreste der japanischen 17. Armee unter dem Kommando von Generalleutnant Hyakutake Harukichi von der Insel Guadalcanal in den Salomonen nach dem Scheitern der Operation Ka. Sie fand vom 1. bis zum 9. Februar 1943 während des Pazifikkriegs im Zweiten Weltkrieg statt.

## Vorgeschichte
Am 7. August 1942 landete die amerikanische 1. Marineinfanteriedivision unter dem Kommando von Generalmajor Alexander A. Vandegrift auf der Insel Guadalcanal in der Gruppe der Salomonen im Südosten Neuguineas. Die Japaner hatten die Insel im Vormonat besetzt, da sie für die Sicherheit des Außenverteidigungsbereichs, den sie errichteten, um ihre Errungenschaften Ende 1941 und Anfang 1942 abzuschirmen, von wesentlicher Bedeutung war. Guadalcanal eignete sich als Basis um die Nachschublinien der Alliierten zwischen den USA nach Neuseeland und Australien zu unterbrechen. Damit konnte der Aufbau von Kräften für eine Gegenreaktion gegen das Gebiet der südlichen Ressourcen der Großostasiatischen Wohlstandssphäre verhindert werden.
Es folgte eine Zeit intensiver Kämpfe, die nicht nur auf der Insel selbst stattfanden, sondern auch in deren Luftraum und in den sie umgebenden Gewässern. Beide Seiten erlitten schwere Verluste bei Männern, Schiffen, Flugzeugen und Ressourcen. Der Hauptunterschied war aber, dass sich die Amerikaner die Verluste leisten konnten; die Japaner konnten dies nicht.
Beide Seiten führten immer weitere Verstärkung heran, aber Ende 1942 hatten die Amerikaner eindeutig die Oberhand über die 17. Armee gewonnen, deren Überreste eine erbitterte Nachhutaktion kämpften.
Trotz der schweren Verluste der Amerikaner in der Schlacht bei Tassafaronga bereitete dieses Engagement die Voraussetzungen für Japans zunehmende Schwierigkeit, seine Truppen auf Guadalcanal wieder zu versorgen. Schwere amerikanische Luftangriffe vereitelten mehrere Nachschubaktionen. Die japanische Marine führte diese nun mit Zerstörern durch, die Leinen mit Versorgungstrommeln transportierten, die in Küstennähe losgeschnitten werden sollten. Am 8. Dezember trafen acht PT-Boote der US-Marine auf die gleiche Anzahl japanischer Zerstörer und vereitelten den feindlichen Versorgungslauf mit Torpedos und Maschinengewehrfeuer aus nächster Nähe.

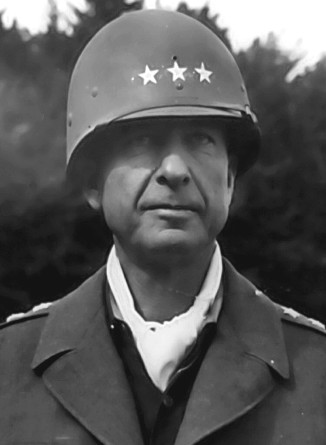
General Alexander M. Patch

Im Dezember 1942 folgte das kaiserliche Hauptquartier einer Empfehlung der Kaiserlich Japanischen Marine, Guadalcanal aufzugeben und die überlebenden Elemente der 17. Armee zurückzuziehen. Die Japaner planten nun diese Überreste ab dem 1. Februar 1943 zu evakuieren.
Am 9. Dezember ging das Kommando über die gesamten an Land befindlichen US-Truppen auf Guadalcanal von General Vandegrift an Generalmajor Alexander M. Patch über, kommandierender General der Americal Division. Der Abzug der 1. Marineinfanteriedivision zu Erholungs- und Trainingszwecken nach Australien, und die damit einhergehende Abnahme der Stärke der amerikanischen Streitkräfte machten es vorübergehend erforderlich, alle Pläne für eine sofortige Wiederaufnahme des Vormarsches nach Westen außer Kraft zu setzen. Der westliche Sektor auf Guadalcanal blieb daher vorerst ruhig, obwohl aktive und aggressive Patrouillen weiter nach Westen und Südwesten geschickt wurden. Es wurde angenommen, dass der verbleibende feindliche Widerstand in dem Gebiet jenseits des Flusses Matanikau erwartet werden würde. Vom 9. bis zum 16. Dezember wurde eine weitgehende Truppenumstrukturierung durchgeführt.
General Patch erhielt im Dezember einen stetigen Strom an Infanterieverstärkungen und -ersatz. Allerdings war er noch nicht bereit, eine umfassende Offensive zu starten, bis die 25. Division und der Rest der 2. Marinedivision eintrafen.
Auch die Luftverteidigungsfähigkeiten nahmen erheblich zu. Die Cactus Air Force, die in ein Jagdkommando und ein Bomberkommando unterteilt war, operierte jetzt von einer neu benannten Basis des Marine Corps aus. Henderson Airfield umfasste nun eine neue Landebahn, Fighter Two (Kukum-Field), die Fighter One ersetzte, da die alte Landebahn schwerwiegende Entwässerungsprobleme aufwies. Die US-Armee fügte drei Jagdgeschwader und ein mittleres Bombergeschwader mit B-26-Bombern hinzu. Die Royal New Zealand Air Force flog ein Aufklärungsgeschwader von Lockheed Hudsons ein und die US-Marine schickte ein Geschwader von PBY Catalina-Patrouillenflugzeugen mit den dringend benötigten Nachtflugfähigkeiten.

## Planung
Der Versuch, die 38. Division nach Guadalcanal zu transportieren, was zu den See- und Luftangriffen Mitte November führte, war von den örtlichen japanischen Kommandanten beschlossen worden. Es war nicht das Ergebnis direkter Befehle des kaiserlichen Hauptquartiers gewesen, das am 15. November zu seiner Entscheidung für eine dritte Offensive gelangt war.

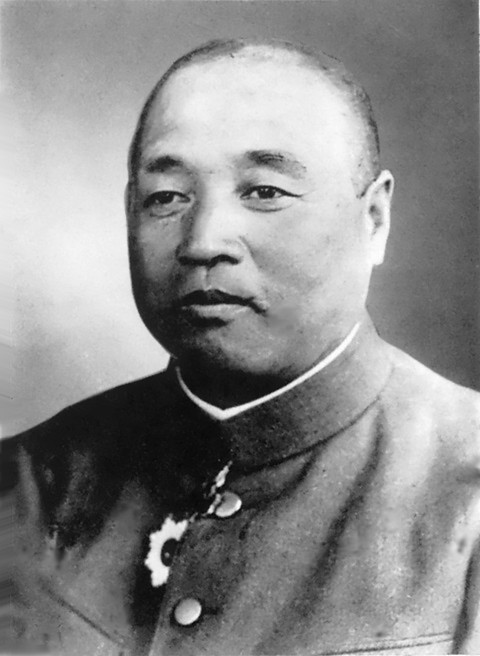
General Imamura Hitoshi

Dementsprechend verließ General Imamura Hitoshi, der die 8. Regionalarmee befehligte, Java, um die Kontrolle über die Operationen in den Salomonen und im Osten Neuguineas zu übernehmen. Er kam am 2. Dezember 1942 in Rabaul an. Im Monat nach Imamuras Ankunft erreichten 50.000 Soldaten der 8. Regionalarmee, einschließlich Elemente der 4. Luftarmee, Rabaul. Imamuras Kommando operierte direkt unter dem Kommando des kaiserlichen Hauptquartiers. Es umfasste die japanischen Streitkräfte in Rabaul, die Salomonen und Ost-Neuguinea – die 17. Armee in den Salomonen und die 18. Armee in Ost-Neuguinea. Imamura plante, die Lunga-Flugplätze durch Landung von zwei weiteren Divisionen auf Guadalcanal zurückzuerobern. Der damals im Bau befindliche Landestreifen am Munda Point in New Georgia hätte eine erweiterte Luftunterstützung bereitgestellt. Das Datum des Angriffs sollte ungefähr Anfang Februar 1943 sein.
Aber Japan hatte sich bereits für die Guadalcanal-Kampagne mit Soldaten und Ausrüstung weit übernommen. Doch viele hochrangige Offiziere sowie Kaiser Hirohito selbst waren noch nicht bereit aufzugeben. Während einer Sondersitzung seines Kabinetts am 5. Dezember 1942 erklärte sich Premierminister Tōjō Hideki bereit, 95.000 Tonnen Vorräte zusätzlich zu den bereits vereinbarten 290.000 Tonnen an die hungernden Truppen auf Guadalcanal zu senden.
Allerdings führten Transport- und Nachschubprobleme dazu, dass die geplante Gegenoffensive letztlich abgesagt wurde. Vor Dezember 1942 verloren die Japaner etwa zwanzig Truppentransporte in den Salomonen. Nach der Katastrophe im November setzten die Japaner nie wieder Transporte ein, um Guadalcanal zu verstärken oder zu versorgen. Obwohl Imamura im Januar 1943 in Rabaul 50.000 Mann zur Verfügung hatte, konnte er sie nicht einsetzen. Die hohen Schiffsverluste in den Salomonen zwangen das kaiserliche Hauptquartier am 31. Dezember die vorgeschlagene Gegenoffensive abzusagen.
Am 19. Dezember erreichte eine Delegation von Stabsoffizieren des kaiserlichen Hauptquartiers unter der Leitung von Oberst Sanada Joichiro, Chef der Operationsabteilung, Rabaul in Neubritannien, um über zukünftige Pläne für Neuguinea und Guadalcanal zu diskutieren. General Imamura empfahl nicht direkt einen Rückzug aus Guadalcanal, sondern erläuterte die Schwierigkeit eines weiteren Versuchs, die Insel zurückzuerobern. Imamura erklärte auch, dass jede Entscheidung zum Rückzug Pläne beinhalten sollte, so viele Soldaten wie möglich zu evakuieren. Sanada kehrte am 25. Dezember nach Tokio zurück und schlug vor, Guadalcanal unverzüglich aufzugeben und der Kampagne in Neuguinea Vorrang einzuräumen. Die hochrangigen Mitglieder des kaiserlichen Hauptquartiers stimmten der Empfehlung von Sanada am 26. Dezember zu und befahlen ihren Mitarbeitern Pläne für den Rückzug aus Guadalcanal und die Errichtung einer neuen Verteidigungslinie auf den zentralen Salomonen zu erarbeiten.

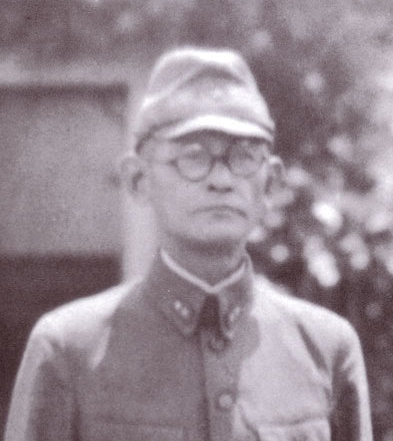
General Hyakutake Harukichi vor seinem Hauptquartier in Rabaul

Am 28. Dezember informierten General Sugiyama Hajime und Admiral Nagano Osami die Stabschefs der Armee und der Marine, Kaiser Hirohito persönlich über die Entscheidung, sich aus Guadalcanal zurückzuziehen und am 31. Dezember billigte der Kaiser offiziell die Entscheidung, die an die 8. Regionalarmee und Admiral Yamamoto Isorokus kombinierte Flotte am 3. Januar erging. Bis zum 9. Januar hatten die Mitarbeiter der kombinierten Flotte und der 8. Regionalarmee den Plan für die Operation Ke abgeschlossen.
Der Plan sah vor, dass ein Bataillon der Infanterie am 14. Januar von einem Zerstörer auf Guadalcanal gelandet würde, um während der Evakuierung als Nachhut zu fungieren. Die 17. Armee sollte am 25./26. Januar mit dem Rückzug an das westliche Ende der Insel beginnen; und eine Luftüberlegenheitskampagne war geplant, die am 28. Januar am südlichen Ende der Salomonen gestartet werden soll, um die Evakuierung vor den Amerikanern abzudecken und wenn möglich zu verschleiern. Die Überreste der 17. Armee sollten dann in der ersten Februarwoche in drei Zügen von Zerstörern mit einem geplanten Endtermin am 10. Februar evakuiert werden. Gleichzeitig würden japanische Luft- und Marineeinheiten auffällige Manöver und kleinere Angriffe um Neuguinea und die Marshallinseln zusammen mit irreführendem Funkverkehr durchführen, um die Alliierten über die japanische Absichten im Unklaren zu halten.
Um die Operation im nördlichen Teil der Salomonengruppe abzudecken, forderte Yamamoto die Flottenträger Jun’yō und Zuihō, die Schlachtschiffe Kongō und Haruna sowie vier Schwere Kreuzer und eine Zerstörer-Deckungsgruppe unter Vizeadmiral Kondō Nobutake, dem Kommandeur der 2. Flotte, an. Die Schiffe sollten sich bei Ontong Java bereithalten. Die eigentlichen Evakuierungsläufe sollten von Vizeadmiral Mikawa Gun’ichis 8. Flotte durchgeführt und unterstützt werden, bestehend aus den Schweren Kreuzern Chōkai und Kumano, dem Leichten Kreuzer Sendai und 21 Zerstörern, wobei letztere mit der tatsächlichen Evakuierung beauftragt waren. Yamamoto erwartete, dass mindestens die Hälfte der Zerstörer von Mikawa während der Operation versenkt werden würde.

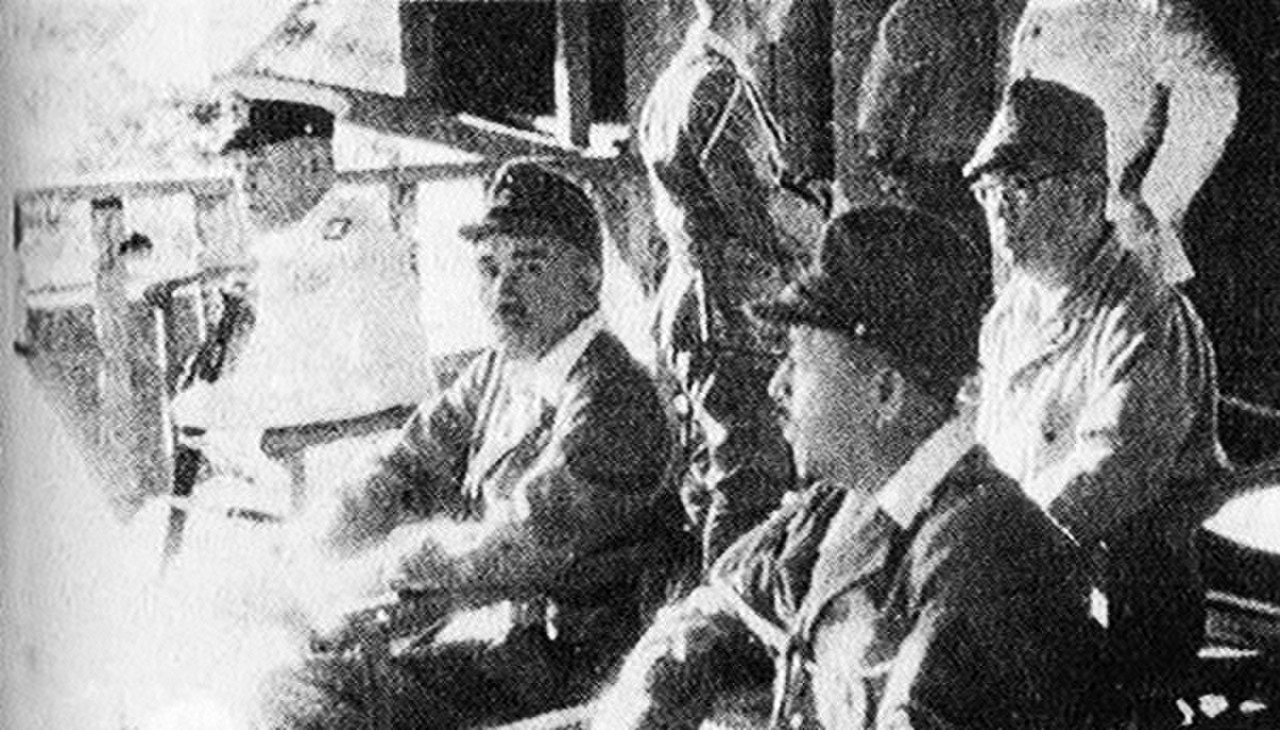
Admiral Yamamoto Isoroku (Links) mit Admiral Kusaka Jinichi (Mitte) in Rabaul (April 1943)

Um Luftüberlegenheit zu gewährleisten, war die 11. Luftflotte der japanischen Marine-Luftwaffe unter Vizeadmiral Kusaka Jinichi und die 6. Luftabteilung der japanischen Heeresluftwaffe unter Generalleutnant Itahana Giichi  mit Sitz in Rabaul mit 212 bzw. 100 Flugzeugen  vorgesehen. Zusätzlich wurden 64 Flugzeuge des Flottenträgers Zuikaku vorübergehend Rabaul zugewiesen. Weitere 60 Wasserflugzeuge der japanischen Marine-Luftwaffe R-Area Air Force mit Sitz in Rabaul und auf der Insel Bougainville sowie der Shortland-Inselgruppe brachten die Gesamtzahl der an dem Einsatz beteiligten japanischen Flugzeuge auf 436. Die Schiffs- und Lufteinheiten bildeten zusammen die Südostflotte unter dem Kommando von Kusaka Jinichi.

## Vorbereitung des Rückzugs
In der ersten Januarwoche 1943 hatten Krankheit, Hunger und die Kämpfe die 17. Armee auf Guadalcanal auf eine Stärke von nur etwa 14.000 Mann reduziert, von denen viele zu krank oder unterernährt waren um zu kämpfen. Die 17. Armee besaß nur drei einsatzbereite Artilleriegeschütze, für die nur geringe Munitionsvorräte zur Verfügung standen.

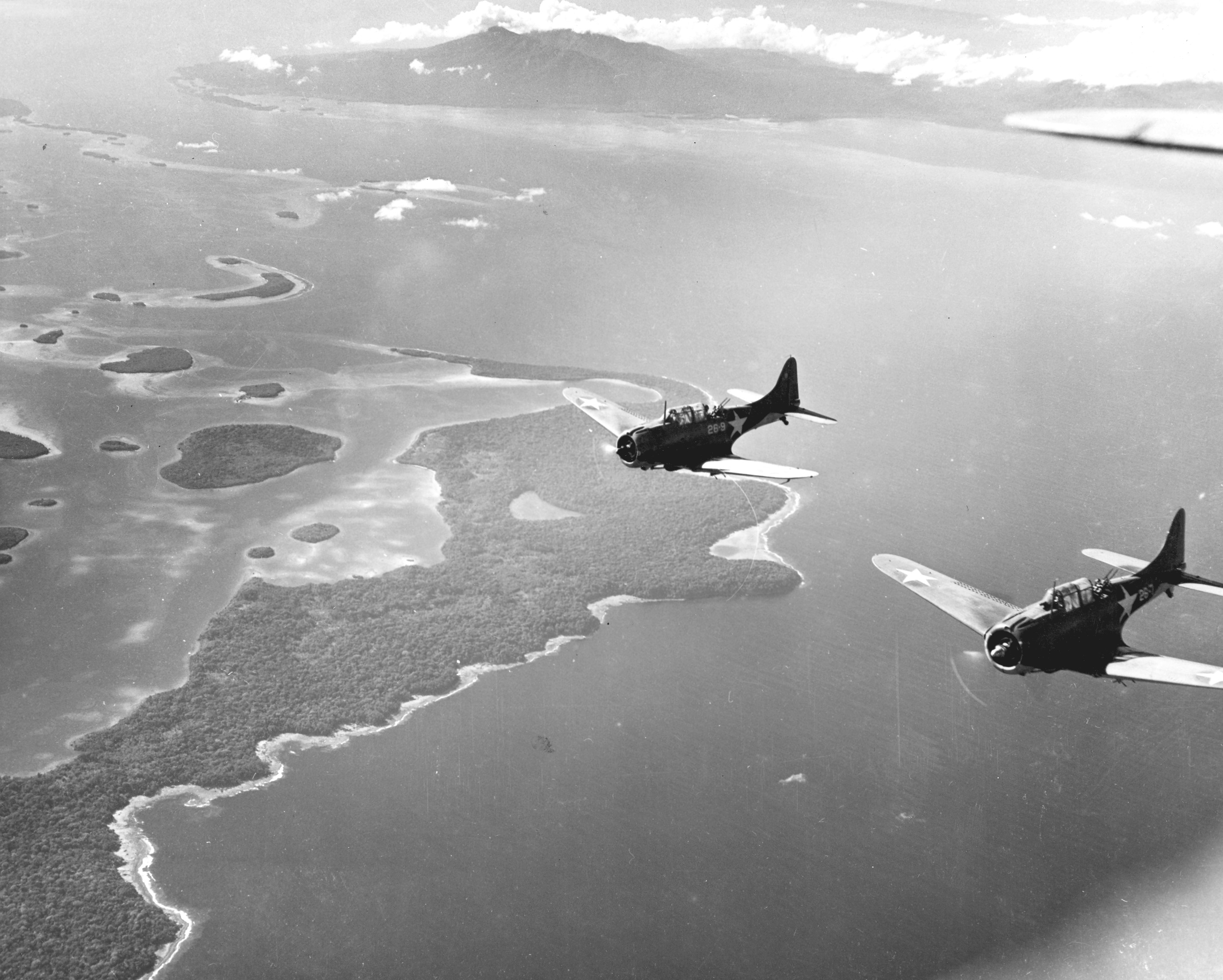
Douglas SBD Dauntless über den Salomonen

Die Japaner brachten am 14. Januar in der Nähe von Kap Esperance mit neun Zerstörern neue Ersatzkräfte an Land, um den Rückzug zu decken. Das Bataillon unter Major Yano Keiji bestand aus 750 Soldaten und einer Batterie von Berggeschützen mit weiteren 100 Mann. Begleitet wurde es von Oberstleutnant Imoto Kumao, der die 8. Regionalarmee vertrat und mit der Übergabe des Evakuierungsbefehls und -plans an Hyakutake betraut war, dessen 17. Armee noch nicht über die Entscheidung zum Rückzug informiert worden war. Eine zusätzliche Deckungstruppe landete für kurze Zeit auf den Russell-Inseln. Ein amerikanischer Luftangriff auf die neun Zerstörer während ihrer Rückreise beschädigten die Arashi, Urakaze, Hamakaze und die Tanikaze. Acht japanische Flugzeuge, die den Konvoi eskortierten, wurden abgeschossen. Die Amerikaner verloren fünf Maschinen. Von Tulagi aus wurden 13 PT-Boote auf den Konvoi angesetzt. 7 Boote feuerten erfolglos 17 Torpedos.

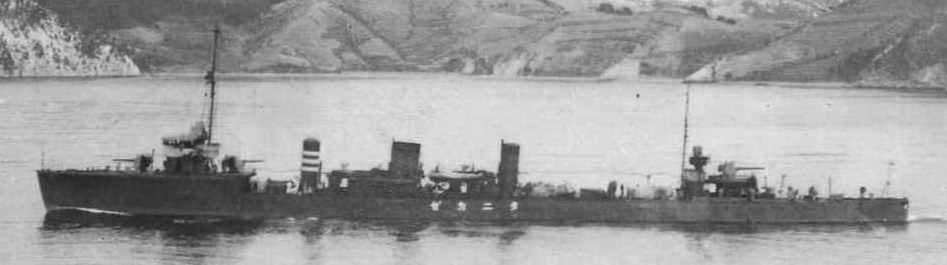
Der Zerstörer Tanikaze

Am späten 15. Januar erreichte Imoto das Hauptquartier der 17. Armee in Kokumbona und informierte Hyakutake und seine Männer über die Entscheidung, sich von der Insel zurückzuziehen. Der Führungsstab der 17. Armee nahmen den Befehl am 16. Januar widerwillig an und teilte ihren Streitkräften am 18. Januar den Evakuierungsplan mit. Die Japaner planten ihre Truppen nachts durch Zerstörer vom Kap Esperance zu evakuieren und 600 Mann an Bord jedes Schiffes zu bringen. Für den Fall, dass amerikanische Luft- und Seestreitkräfte die Zerstörer behinderten, sollten Lastkähne die Truppen zu den Russell-Inseln bringen, wo Zerstörer sie aufnehmen würden. Denjenigen, die nicht in der Lage sein würden den Rückzug anzutreten, wurde befohlen, sich zu Ehren des Kaisers und der Armee das Leben zu nehmen.

## Amerikanische Reaktionen
Für die Amerikaner gab es viele aussagekräftige Anzeichen, dass die Japaner in naher Zukunft eine erneute Offensive gegen Guadalcanal planten. Am Neujahrstag 1943 änderten japanische Kryptoanalytiker ihre Funkcodes, was es für Geheimdienste schwierig machte, Informationen über feindliche Absichten zu sammeln – zumindest bis der Code erneut gebrochen wurde. Auch das Volumen des Funkverkehrs hatte dramatisch zugenommen. Der Nachweis einer feindlichen Aufrüstung war unverkennbar und fand nicht nur in Rabaul statt. Truk und die Shortland-Inseln erhielten ebenfalls eine signifikant größere Anzahl von Schiffen und Flugzeugen.
Bis Anfang Januar gelang es den Amerikanern, die wichtigsten japanischen Streitkräfte in der Region um Mount Austen zu isolieren. Das 1. Bataillon der 2. Marines nahm südöstlich des 132. Infanterieregiments Hügelpositionen ein, um den Flankenschutz zu erhöhen. Zu diesem Zeitpunkt war die 25. Infanteriedivision unter Generalmajor J. Lawton Collins eingetroffen, ebenso die 6. Marines am 6. Januar und der Rest des Hauptquartiers und der Unterstützungstruppen der 2. Division. Brigadegeneral Alphonse De Carre, der stellvertretende Kommandeur der Marine-Division, übernahm die Leitung aller Marine-Bodentruppen auf der Insel. Der Kommandeur der 2. Division, Generalmajor John Marston, blieb in Neuseeland, weil er General Patch vorstand. Bis zum 7. Januar hatte die Ankunft zusätzlicher Ersatzkräfte die kombinierten Luft-, Boden- und Seestreitkräfte auf Guadalcanal auf mehr als 50.000 Mann erhöht. Die 2. Marine Division hatte jetzt eine Stärke von 14.783; die Americal Division 16.000 und die 25. Division 12.629 Mann. General Patch standen 167 Artilleriegeschütze zur Verfügung, darunter 75-, 105- und 155-mm-Geschütze mit reichlich Munitionsvorräten.
Mit drei Divisionen unter seinem Kommando wurde General Patch am 2. Januar zum Kommandierenden General des XIV. Korps ernannt. Brigadegeneral Edmund B. Sebree, der bereits Einheiten der Armee und der Marine bei Angriffen auf die Japaner angeführt hatte, übernahm das Kommando über die Americal Division. Am 10. Januar gab Patch das Signal, die bisher stärkste amerikanische Offensive in der Guadalcanal-Kampagne zu starten. Die Mission der Truppen war einfach und auf den Punkt gebracht: „Greift die auf Guadalcanal verbliebenen japanischen Streitkräfte an und zerstört sie.“
Im Dezember und Januar sammelte der Geheimdienst enthusiastisch Informationen über japanische Aktivitäten, machte sich detaillierte Notizen über die zunehmenden feindlichen Bewegungen und gelangte zu einer falschen Schlussfolgerung. Ein Geheimdienstkommuniqué vom 26. Januar 1943 informierte alle alliierten Streitkräfte darüber, dass Japan einen neuen Angriff entweder auf die Salomonen oder auf Neuguinea vorbereitete. Diese neue Kampagne würde Operation Ke benannt und wahrscheinlich in den nächsten Wochen beginnen.
Ab dem 8. Februar war General Patch allerdings nicht mehr davon überzeugt, dass die Japaner eine erneute Landung versuchen würden, um die Flugplätze zurückzuerobern. Es war bekannt, dass sie Vorräte aus Dome Cove abzogen und Patch brachte seine Überzeugung zum Ausdruck, dass der Tokyo Express die verbleibenden Japaner evakuierte. Das Bildmaterial der Aufklärungsflüge war allerdings so schlecht, dass Patch keine Möglichkeit hatte genau zu bestimmen was die Truppen von General Hyakutake bei Kap Esperance taten.

## Der Rückzug

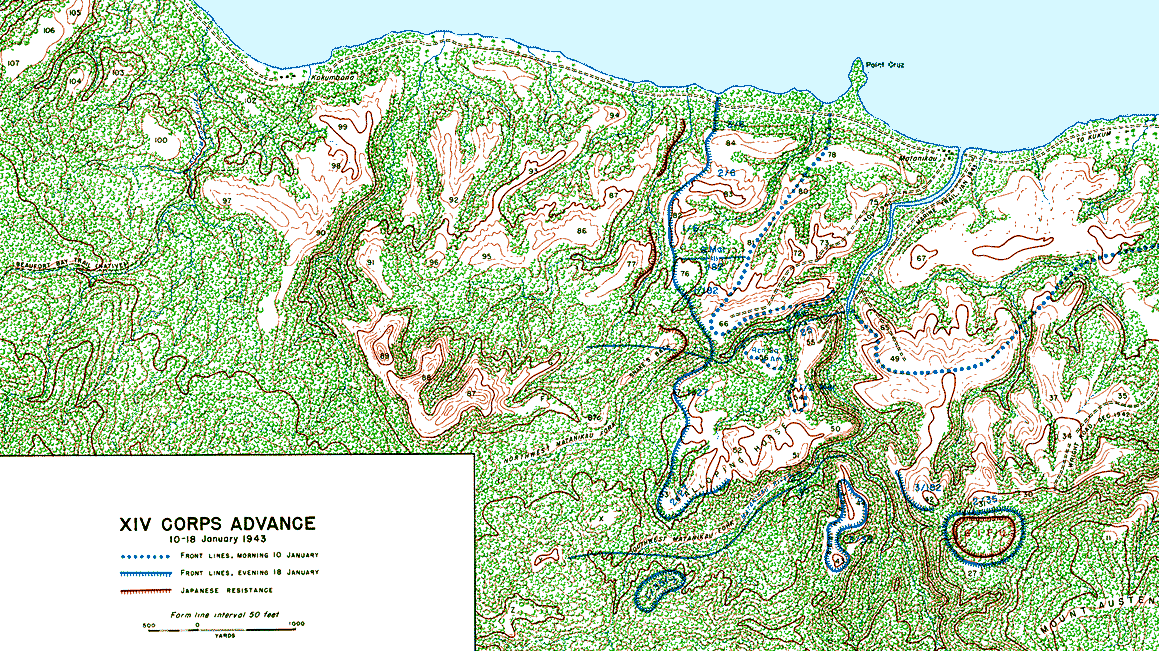
Westvormarsch des XIV Korps vom 10. bis zum 18. Januar 1943

### Westwärtsbewegung des XIV Korps
Als die 38. Division begann sich von den Bergkämmen und Hügeln zurückzuziehen, die sie besetzt hatte. leitete General Patch eine neue Offensive gegen die Japaner ein. Am 20. Januar griff die 25. Infanteriedivision unter Generalmajor J. Lawton Collins mehrere Hügel an, die einen Kamm bildeten der Kokumbona überragte. Die Amerikaner stießen gegen Morgen des 22. Januar auf viel weniger Widerstand als sie erwartet hatten und eroberten die Hügel. Collins verlagerte seine Kräfte, um den unerwarteten Durchbruch auszunutzen, setzte den Vormarsch schnell fort und eroberte bei Einbruch der Dunkelheit die nächsten beiden Hügel. Dies brachte die Amerikaner in die Lage Kokumbona zu isolieren und zu erobern und die japanische 2. Division in eine Falle zu locken.

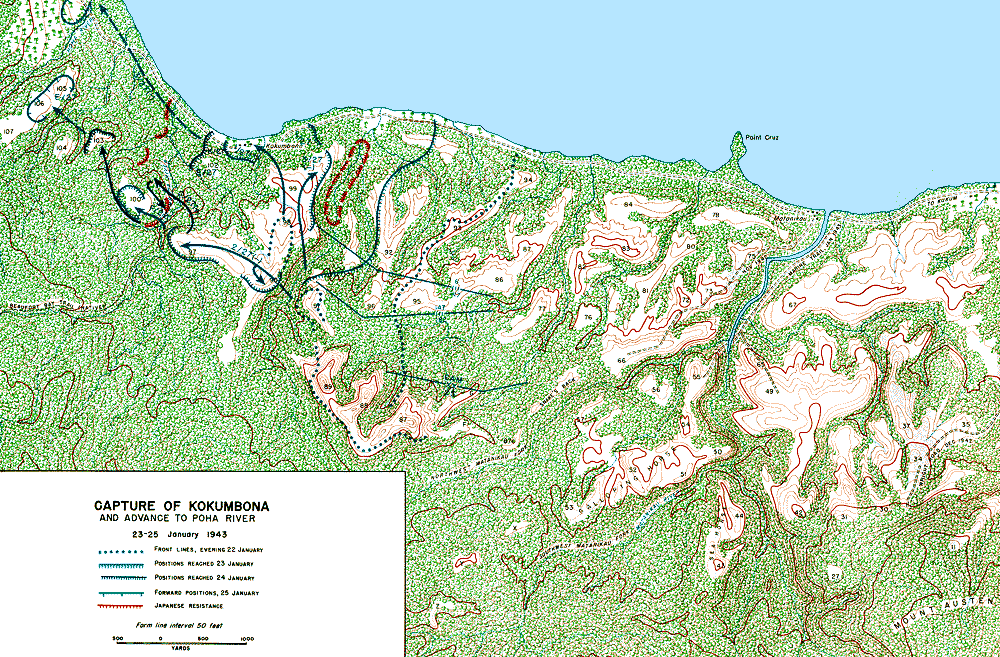
Einnahme von Kokumbona vom 23. bis zum 25. Januar 1943

Die Japaner reagierten umgehend auf die neue Situation und begannen schnell mit der Evakuierung von Kokumbona. Der 2. Division wurde befohlen sich sofort nach Westen abzusetzen. Am 23. Januar nahmen die Amerikaner Kokumbona ein. Rund 600 Japaner verloren dabei ihr Leben.
In der vorherigen Nacht begannen die Japaner währenddessen beim Kap Esperance mit den Vorbereitungen zur ersten Evakuierungswelle. Die nahe an der Frontlinie liegenden Männer zogen sich durch die nächste Verteidigungslinie weiter nach Westen in Richtung des Kaps zurück, wo sie innerhalb von einer Woche in drei Wellen evakuiert werden sollten.
Da General Patch weiterhin eine erneute und verstärkte japanische Offensive befürchtete, befahl er nur einem Regiment die japanischen Streitkräfte westlich von Kokumbona anzugreifen. Die restlichen Einheiten blieben in der Nähe von Lunga Point um den Flugplatz zu beschützen. Die sich nach Kap Esperance bewegenden Reste der 17. Armee konnten von den Amerikanern nur langsam verfolgt werden, da sich diese nur durch einen engen Korridor bewegen konnten, der sich zwischen dem Ozean, dem dichten Dschungel im Landesinneren und den steilen Korallenkämmen befand und maximal nur etwas über 500 Meter breit war. Weitere amerikanische Verstärkung traf am 26. Januar ein. Die Einheiten lagen nun am Fluss Marmura und wurden dort drei Tage lang von den Japanern an der Überquerung gehindert, bis sich diese weiter nach Westen zurückzogen. Am 29. Januar überquerten die Japaner den Fluss Bonegi und Soldaten der 2. Division errichteten dort eine weitere Verteidigungsposition.
Am 1. Februar gelang es den Amerikanern mit Hilfe eines Küstenbombardements der Zerstörer Wilson und Anderson erfolgreich den Fluss zu überqueren. Bei den schweren Kämpfen an den Flüssen beklagten die Amerikaner 189 Verluste. Die Zahl der japanischen Verluste ist nicht bekannt, sie wird aber in japanischen Quellen als sehr hoch bezeichnet.

### Luftoperationen für Ke
Der japanische Plan sah für die Tage des 25., 27. und 30. Januar schwere Luftangriffe auf amerikanische Stellungen und das Henderson-Airfield auf Guadalcanal vor. Als Vorbereitung flogen japanische Bomber schon ab Mitte Januar Nachtangriffe mit jeweils drei bis zehn Maschinen gegen Port Moresby, Espiritu Santo und Guadalcanal.
Am 25. Januar startete um 10:15 Uhr das erste Einsatzgeschwader mit 18 Mitsubishi G4M Bettys und 54 Mitsubishi A6M Zeros von Rabaul. Weitere 22 Zero-Jäger schlossen sich von Buin kommend dem Geschwader an, jedoch zwang die schlechte Wetterlage 18 Jagdflugzeuge zur Umkehr. Gegen 13:40 Uhr wurde Guadalcanal erreicht. Die amerikanischen Flieger am Boden waren sehr überrascht worden und bekamen auf die Schnelle nur acht Grumman F4F Wildcats und sechs Lockheed P-38 zur Abwehr in die Luft. Nach amerikanischen Angaben wurden vier Zeros abgeschossen und weitere sechs schwer beschädigt. Eigene Verluste soll es nicht gegeben haben. Dagegen verbuchten die Japaner drei Abschüsse als gesichert und vier ungesichert. Die eigenen Verluste wurden bestätigt. Der Angriff galt als Erfolg, mit sehr schweren Beschädigungen amerikanischer Einrichtungen.
Für den zweiten Angriff war die 6. Luftdivision der Kaiserlich Japanischen Armee unter dem Kommando von Generalleutnant Itahana Giichi verantwortlich. Neun Kawasaki Ki-48 Lily und 74 Nakajima Ki-43 Oscars starteten kurz vor 9:00 Uhr am 27. Januar von Buka und den Shortland-Inseln. Dazu flogen als Aufklärer zwei Mitsubishi Ki-46 Dinahs mit ihnen. Über Lunga Point wurde der Verband von einem Dutzend Wildcats, sechs P-38 und zehn Curtiss P-40 abgefangen. Die Luftkämpfe drängten die Oscars bis zur Rennell-Insel ab. Die Verteidiger verloren insgesamt sieben Flugzeuge und die Japaner sechs. Die von den japanischen Bombern rund um den Fluss Matanikau abgeworfenen Bomben erzielten kaum Schäden.
Ein dritter Großangriff wurde von den Japanern abgesagt, da die bisherigen Angriffe ihre Wirkung verfehlt hatten.

### Schlacht bei Rennell

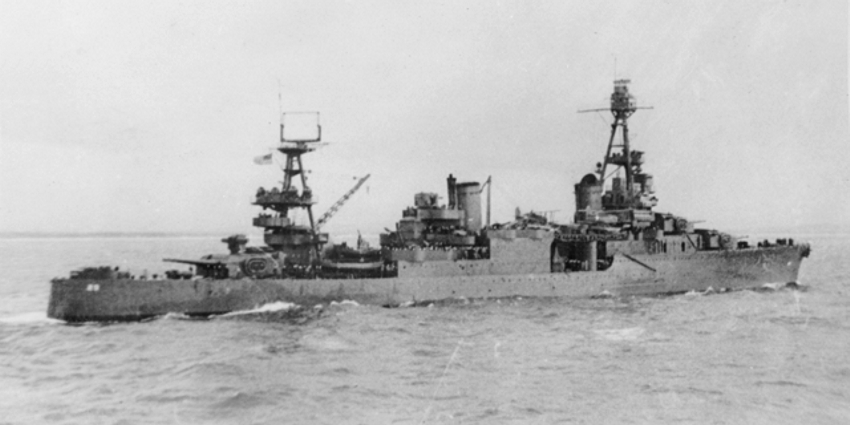
Die Chicago vor Guadalcanal im August 1942

Bei der Versenkung des japanischen U-Boots I-1 durch die zwei neuseeländischen Korvetten Moa und Kiwi am 29. Januar fielen den Alliierten wichtige Dokumente und Unterlagen für die Funkaufklärung in die Hände.
Um die geplante Landung auf Guadalcanal zu decken und zu einem späteren Vorstoß gegen die Zentral-Salomonen fuhr aus südlicher Richtung kommend die Task Force 18 unter Konteradmiral Giffen Richtung Salomonen. Sie bestand aus den Kreuzern Chicago, Cleveland, Columbia, Louisville, Montpelier und Wichita, sowie den Zerstörern Conway, Chevalier, Edwards, Frazier, Meade, La Vallette, Waller und Taylor, Im Rückraum folgten die Geleitträger Chenango und Suwanee.

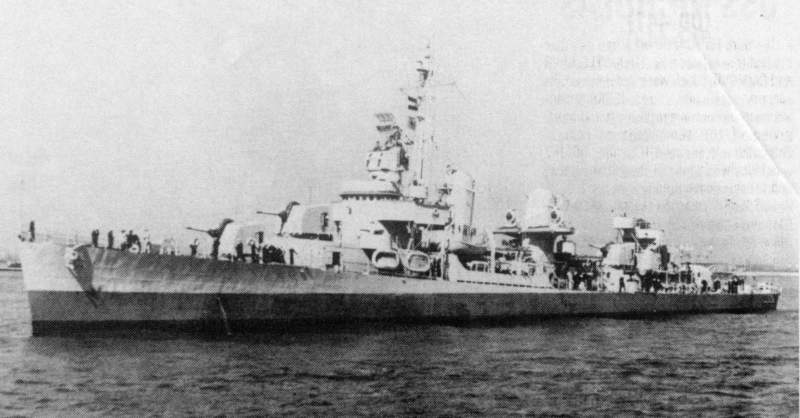
Der Zerstörer La Vallette Ende 1942

Nachdem die Japaner die sich nähernden Schiffe am nächsten Tag entdeckt hatten, brachten sie zwei Fliegerstaffeln in die Luft, die den Verband bei der Rennell-Insel angriffen. Die Chicago wurde bei dem Angriff schwer beschädigt und die Wichita sowie die Louisville von Blindgängern getroffen. Bei einem weiteren Angriff am folgenden Tag gelang es japanischen Flugzeugen die Chicago endgültig zu versenken. Dabei wurde auch die La Valette torpediert.
Die viel weiter südlich stehenden Trägergruppen mit der Enterprise und der Saratoga, sowie auch die Schlachtschiffgruppe mit der Indiana, North Carolina und Washington konnten nicht in die Schlacht eingreifen.

### Erste Truppenevakuierung
Ende Januar hatten die Reste der 38. Division Kap Esperance erreicht. Nur einige Scouts hielten noch Kontakt zu den Amerikanern und feuerten sporadisch auf deren Stellungen.

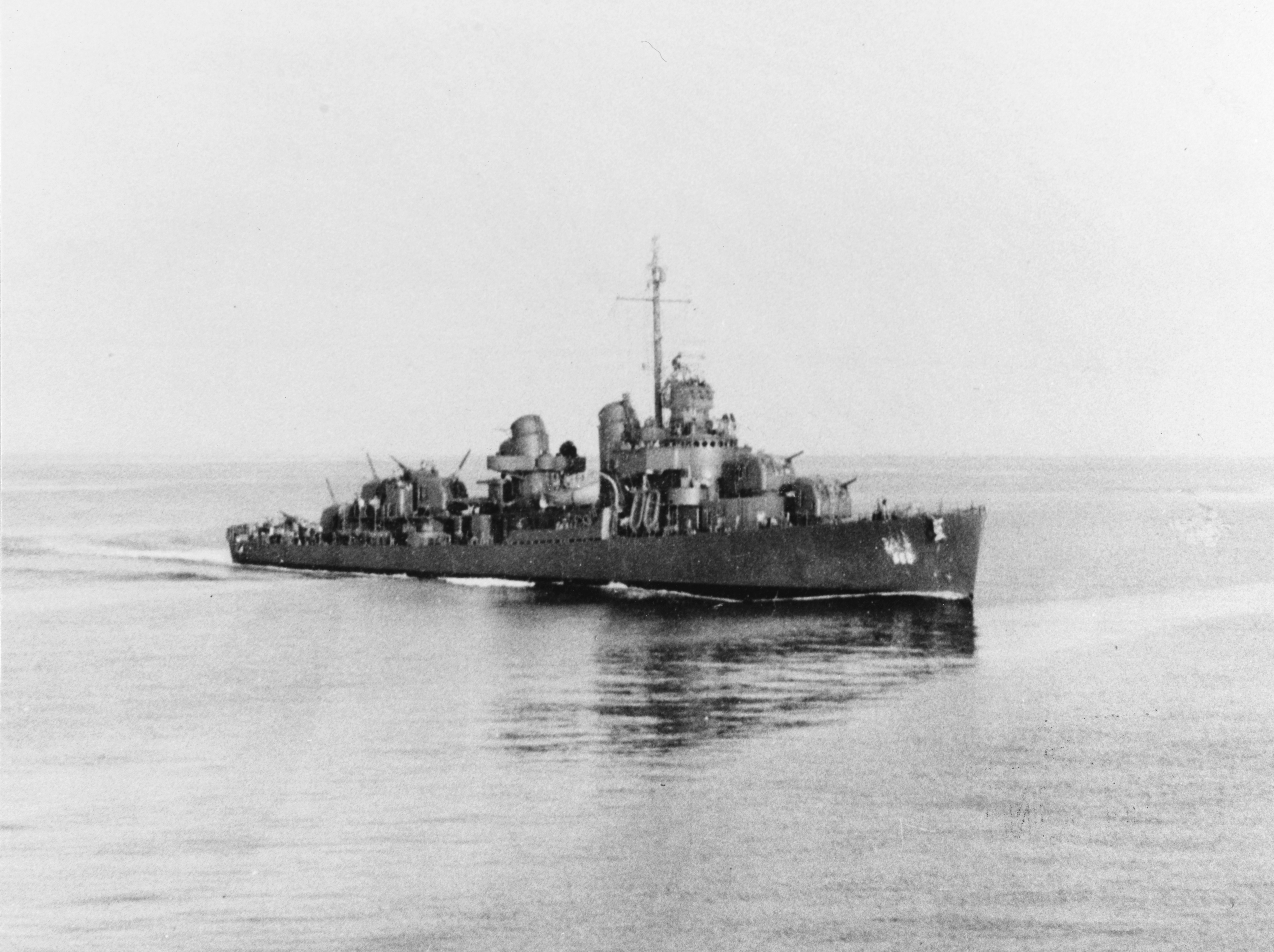
Die De Haven im Januar 1943 vor Savo

In der Nacht zum 1. Februar standen 19 japanische Zerstörer etwa 900 Meter vor der Küste und gaben Signal mit blauem Licht. Dies zeigte den Soldaten, die in ihren Landungsbooten an der Küste in Deckung lagen, dass sie losfahren sollten. Die Amerikaner glaubten, dass der Zerstörerkonvoi ein erneuter Truppentransport der Japaner zur Verstärkung ihrer Einheiten wäre, der jetzt kurz vor der Insel gestoppt werden müsse. Daher griffen sie gegen 6:20 Uhr mit 24 Bombern, die von 17 Wildcats geschützt wurden, die Schiffe an. Die sich zur Deckung der Zerstörer in der Luft befindlichen 30 japanischen Jäger verhinderten allerdings ein größeres Desaster. Nur die Makinami wurde leicht beschädigt, konnte aber ihre Fahrt fortsetzen. Die Cactus Striking Force, bestehend aus Nicholas, Radford, Fletcher und De Haven, die von Westen gegen die japanischen Schiffe angesetzt wurde, wurde ebenfalls durch die Flugzeugangriffe abgedrängt. Die De Haven ging nach einigen Bombentreffern verloren und die Nicholas wurde durch Nahtreffer leicht beschädigt.

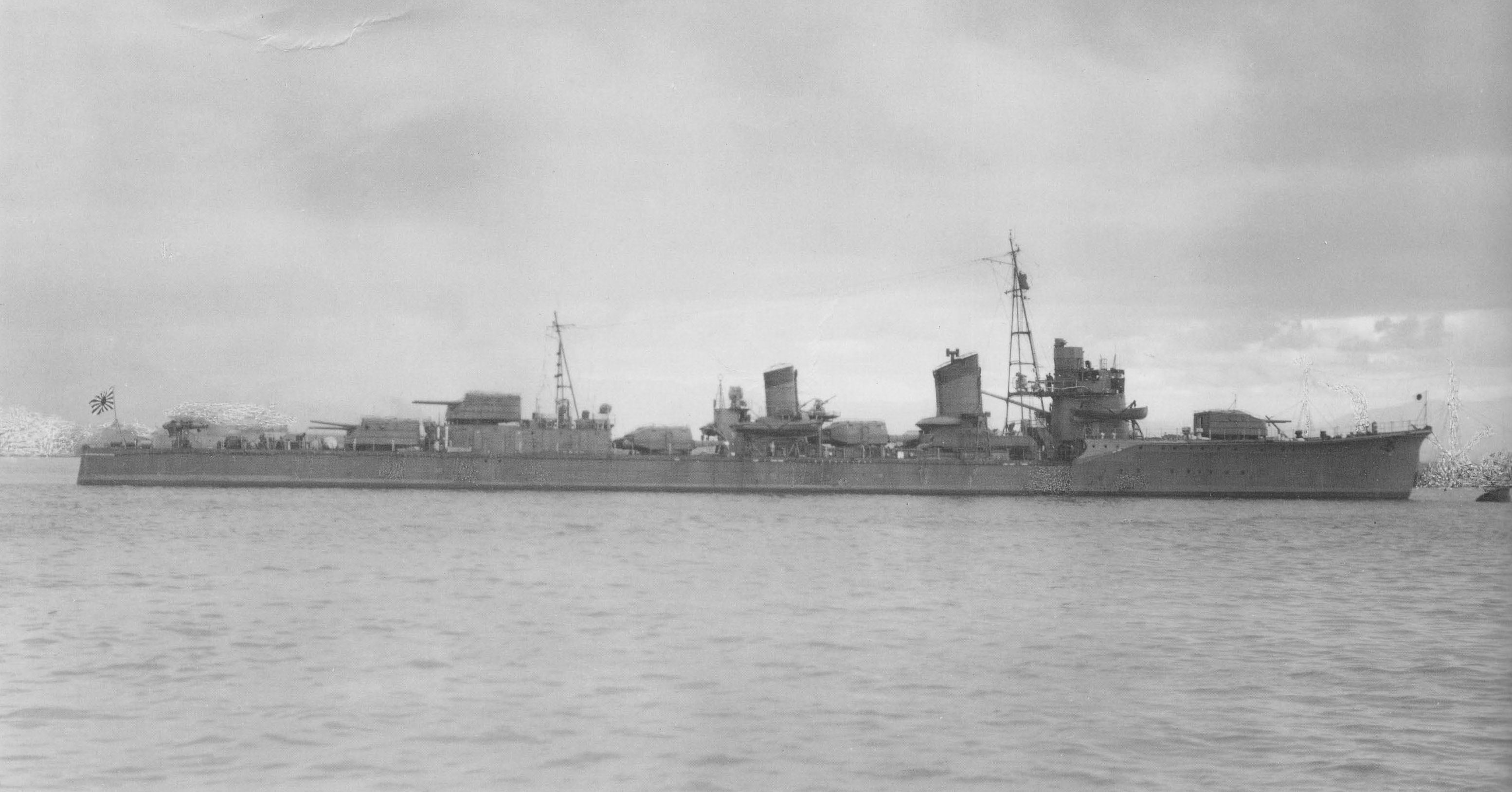
Die Makigumo

Die voll besetzten japanischen Landungsboote nahmen Kurs auf die Zerstörer und die ersten Soldaten gingen an Bord. Eine kleine Flotte von 11 amerikanischen PT-Booten nahm Kurs auf die Küste. Insgesamt wurden 19 Torpedos auf die japanischen Schiffe abgefeuert. Bei einem Ausweichmanövern lief die Makigumo auf eine kurz vorher nahe der japanischen Marschroute ausgelegte Minensperre und sank. Der Kawakaze gelang die Versenkung von PT 111 und zwei weitere Zerstörer versenkten PT 37 und PT 123.
Gegen 10 Uhr folgten die ersten blauen Signale aus Richtung der Insel Savo und die Zerstörer nahmen Fahrt in diese Richtung durch den Slot auf.

### Zweite Truppenevakuierung
Während in der Nacht vom 4. auf den 5. Februar Truppen- und Materialtransporter Verstärkungen für die amerikanischen Verbände nach Guadalcanal brachten, lief Konteradmiral Koyanagi Tomiji mit dem Leichten Kreuzer Isuzu und 22 Zerstörern nach Guadalcanal und evakuierte dort die zweite Gruppe der 17. Armee. In der Folgte starteten 64 Kampfflugzeugen von Henderson Field zum Angriff auf die Flotte. Sie konnten jedoch nur die Zerstörer Maikaze und Shiranui schwer, Kuroshio und Hamakaze leicht beschädigen. Alle Schiffe setzten die Operation fort und evakuierten insgesamt 3921 Soldaten.

### Dritte Truppenevakuierung
Am 7. und 8. Februar evakuierten weitere 18 Zerstörer den Rest der japanischen Truppen; 1796 Mann. Durch Luftangriffe der Amerikaner mit 15 Flugzeugen wurden die Isokaze und die Hamakaze beschädigt. Beide erreichten aber mit Truppen das Evakuierungsziel auf Bougainville.

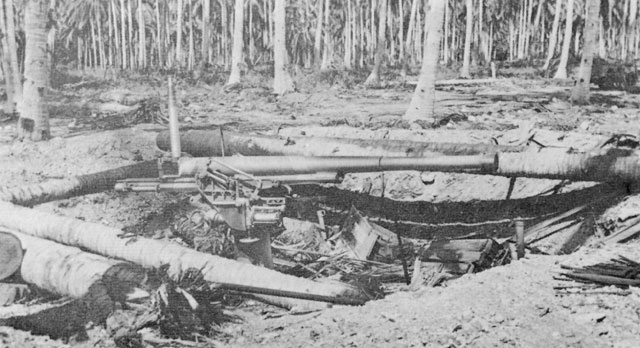
Zurückgelassene Waffen und Vorräte der Japaner bei Kap Esperance

Da Küstenwächter gewarnt hatten, dass in der Nacht vom 7. auf den 8. Februar etwa 20 feindliche Zerstörer das Gebiet von Cape Esperance erreichen würden, erwartete das 2. Bataillon der 132. Infanterie in Marovovo, etwa 10 Kilometer südwestlich von Cape Esperance, in dieser Nacht japanische Aktivitäten, konnte jedoch keine Feinde ausmachen. Als die amerikanischen Soldaten am Morgen des 8. Februar Marovovo verließen, fanden sie am Strand mehrere verlassene japanische Landungsboote sowie zurückgelassene Vorräte und Waffen. Als den Amerikanern klar wurde, dass die Japaner das Kampfgebiet evakuierten, zogen sie ihre Frontlinie enger und rückten in die Bucht von Kamimbo vor.
Unterdessen hatte Konteradmiral Komazawa Katsumi nördlich von Rennell und südlich von Guadalcanal mit I-11, I-16, I-17, I-18, I-20, I-25, I-26, I-32 und I-176 die U-Boot-Gruppe „A“ aufgestellt und erwartete dort die US-Verbände. Am 8. Februar entdeckte die Luftaufklärung US-Einheiten etwa 180 Kilometer südöstlich vor Rennel. Komazawa beorderte alle U-Boote dorthin. I-18 und ein weiteres U-Boot entdeckten auch die gemeldeten Kriegsschiffe, doch kurz darauf verlor die Gruppe „A“ wieder die Fühlung. Komazawa befahl daraufhin allen U-Booten bis auf I-11 und I-17 den Rückmarsch nach Truk.

## Nach der Evakuierung
Insgesamt wurden im Zeitraum vom 1. bis zum 9. Februar 11.706 Mann evakuiert. Am 9. Februar war die Operation Ke für die Japaner abgeschlossen. Die 2. und die 38. Division wurden anschließend von Bougainville nach Rabaul verschifft und teilweise durch Ersatz wiederhergestellt. Die 2. Division wurde im März 1943 auf die Philippinen verlegt, und die 38. Division wurde der Verteidigung von Rabaul und  Neuirland zugewiesen. Die 8. Regionalarmee und die Südostflotte richteten ihre Streitkräfte neu aus um den zentralen Teil der Salomonengruppe in Kolombangara und New Georgia zu verteidigen. Die ursprünglich für Guadalcanal vorgesehenen Verstärkungen, die hauptsächlich aus der 51. Division von Generalleutnant Nakano Hidemitsu bestanden, wurden nach Neuguinea geschickt. Die 17. Armee wurde um die 6. Division von Generalleutnant Kanda Masatane wieder neu aufgebaut mit ihrem Hauptsitz in Bougainville.
Einige japanische Nachzügler blieben auf Guadalcanal, von denen viele später von alliierten Patrouillen getötet oder gefangen genommen wurden. Der letzte bekannte japanische Überlebende ergab sich im Oktober 1947.